# عثة اللوز
عثة اللوز أو دودة اللوز (الاسم العلمي: Earias)، جنس حشرات من رتبة حرشفيات الأجنحة وفصيلة العثيات القنزعية. توجد أنواعها في قارة أوروبا وآسيا وأستراليا.